# Puente General Manuel Belgrano
El puente General Manuel Belgrano es un viaducto sobre la Ruta Nacional 16 en el tramo argentino del río Paraná que une las ciudades de Resistencia (en la provincia del Chaco) y Corrientes (en la provincia de Corrientes), pocos kilómetros después de la desembocadura del río Paraguay; la cabecera del lado chaqueño se halla en jurisdicción del municipio de Colonia Benítez, en el poblado conocido como Barrio San Pedro Pescador. Fue el primer puente argentino en sortear el río Paraná y el segundo nexo de comunicación efectiva entre la Mesopotamia argentina y el país, luego del túnel subfluvial Raúl Uranga – Carlos Sylvestre Begnis, inaugurado en 1969. Su construcción rompió el virtual aislamiento en el que se encontraban las provincias de Corrientes y Misiones del resto del territorio argentino. Su inauguración se realizó el 10 de mayo de 1973 por el presidente de facto Alejandro Agustín Lanusse, y fue bautizado en honor al abogado y militar argentino Manuel Belgrano.
El puente tuvo un alto impacto en las economías de las regiones, potenciando a la ciudad de Resistencia como nudo de comunicaciones del nordeste argentino, y vinculando de forma efectiva a las provincias de la Mesopotamia argentina. Es asimismo una atracción turística, debido a sus dimensiones e ingeniería. También posibilitó el viaducto una interacción mucho más fluida entre el Gran Resistencia y el Gran Corrientes, permitiendo que numerosos grupos de trabajadores y estudiantes vivan en una provincia y tengan sus actividades diarias en la otra.
Desde mediados de los años 1990, el tráfico es superior a lo aconsejable, por lo que está previsto la construcción de un segundo puente algunos kilómetros más al sur del mismo. Según estadísticas oficiales elaboradas en septiembre de 2010, hasta 10 000 vehículos lo cruzan de manera diaria, alcanzado los 14.000 los fines de semana, con picos de hasta 16.000. En el año 2014 según datos de la Dirección Nacional de Vialidad, circularon a diario unos 23.200 vehículos.
Asimismo, se están realizando múltiples tratativas por parte de los Gobiernos de las provincias de Corrientes y Santa Fe, con el fin de concretar la construcción de un viaducto, en un punto intermedio entre el General Belgrano y el Túnel Santa Fe-Paraná, con el fin de unir a las urbes de Goya en Corrientes y Reconquista en Santa Fe. Este viaducto tendría su cabecera en las ciudades de Lavalle (Corrientes) y Avellaneda (Santa Fe) y representaría una conexión más rápida para estas provincias y estas metrópolis, además de una vía de salida más rápida para el transporte de cargas de esa región.

## Características

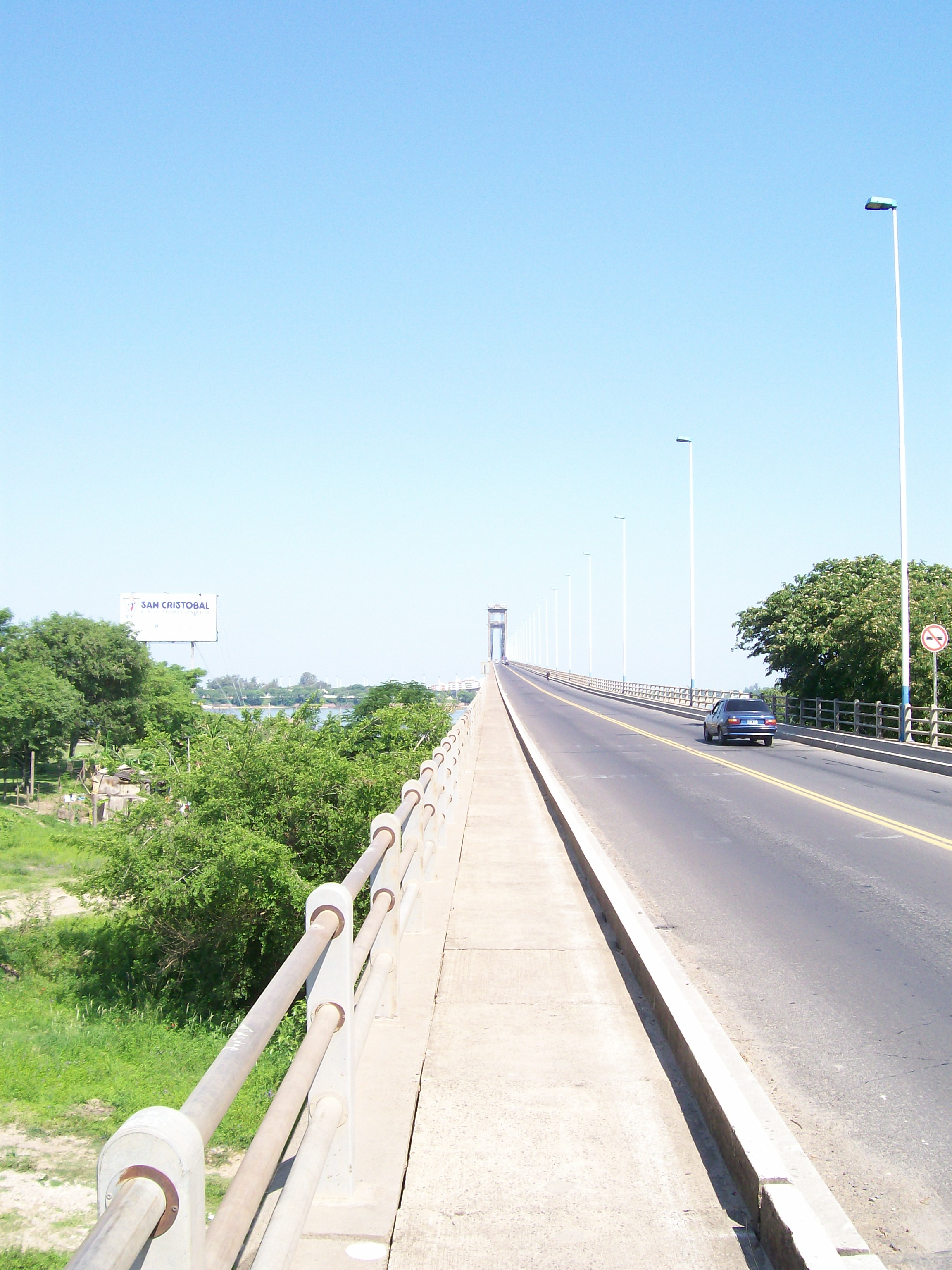
El puente visto desde la cabecera sobre la provincia del Chaco.

Su longitud es de 1700 m, y se yergue, con un gálibo, hasta unos 35 m por encima del nivel medio de las máximas crecientes, permitiendo la navegación de buques de alto porte. Tiene una calzada de 8,30 metros de ancho y dos veredas laterales de 1,8 m cada una.
Las empresas contratistas fueron Ferrocemento S.A., Empresa Umberto Girola e Impresit-Sideco S.A quienes ganaron la licitación en 1967. Y su construcción comenzó en el mes de diciembre de 1968.
En la margen chaqueña existen varios riachos y lagunas que discurren aproximadamente paralelos al Paraná, por lo que hay varios puentes de menor extensión inmediatamente después del puente sobre la ruta nacional 16, la cual en ocasión de la construcción del puente fue ampliada para llegar hasta la cabecera correntina del puente.

## Las cabeceras del puente
El puente ingresa directamente en la ciudad de Corrientes empalmando con la avenida 3 de abril, que desemboca en la Ruta Nacional 12. Sobre la margen chaqueña del puente la configuración del terreno impide el poblamiento humano, aunque sobre la costa existe una estrecha franja de tierras habitables donde se ha formado un barrio de pescadores conocido como Barrio San Pedro Pescador.
Sobre el lado chaqueño, unos 3 km antes de la cabecera del puente, se encuentra la estación de peaje de la empresa concesionaria responsable del mantenimiento de banquinas y accesos, pero el mantenimiento del puente le corresponde al estado nacional.
Sobre cada cabecera, fueron emplazados dos esculturas conmemorativas. A los pies de la cabecera correntina, y acompañado de una importante plazoleta, fue emplazado un monumento al General Manuel Belgrano, el cual fue ubicado mirando hacia la obra que lleva su nombre. Tal escultura, es el escenario céntrico de los actos conmemorativos al día de la Bandera Argentina o de aniversario de la inauguración del puente. Mientras que del lado chaqueño, fue emplazada una escultura hecha en metal para conmemorar a las personas que trabajaron y dieron su vida en la concreción del Puente. La misma, representa una figura humana, señalando desde la provincia del Chaco, el objetivo final de la obra: la ciudad de Corrientes. Esta figura fue realizada en aluminio, mezclándose con materiales utilizados en la obra, como ser el engranaje que forma la cabeza de la figura, la hoja de sierra circular sostenida por la mano izquierda del muñeco, con la que señala a Corrientes, el martillo, el engranaje y el ancla ubicados a los pies de la figura. Durante mucho tiempo, esta escultura se encontraba en estado de abandono, debido a su ubicación en las instalaciones del ex-obrador del puente, pero finalmente, con el traspaso de estos terrenos a la empresa provincial chaqueña de agua SAMEEP, se dio paso a la restauración de esta escultura, siendo rescatada de su estado de deterioro.

## El corte del puente como método de protesta

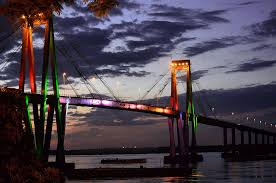

En los últimos años se repitió en numerosas ocasiones el corte del puente interprovincial como método para reclamar diversas cuestiones sociales en ambas orillas, habida cuenta de los trastornos económicos y sociales que provoca impedir la circulación por el mismo. La más recordada fue la que provocó la caída del gobernador correntino Pedro Braillard Poccard en 1999, y que derivó en una intervención federal de la provincia por parte del gobierno de Fernando de la Rúa. En el episodio murieron dos personas y 28 resultaron heridas de bala. Tras haber sido señalado como responsable de la muerte de Francisco Escobar, de 25 años, y Mauro Ojeda, de 29, el radical Federico Storani renuncia a su cargo de ministro de Seguridad en marzo de 2001. También fue responsabilizado el radical Ramón Mestre.

## Galería de imágenes

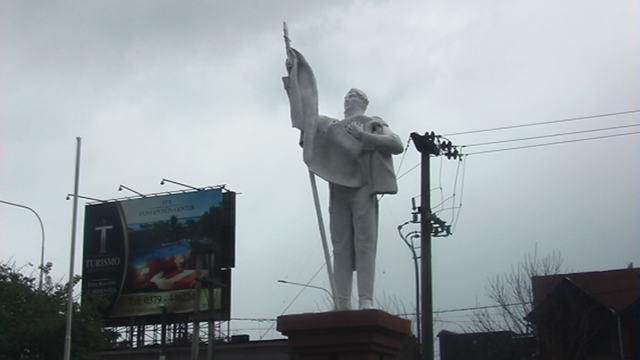
Monumento al General Manuel Belgrano, ubicado en la Ciudad de Corrientes, a los pies de la cabecera del puente que lleva su nombre.
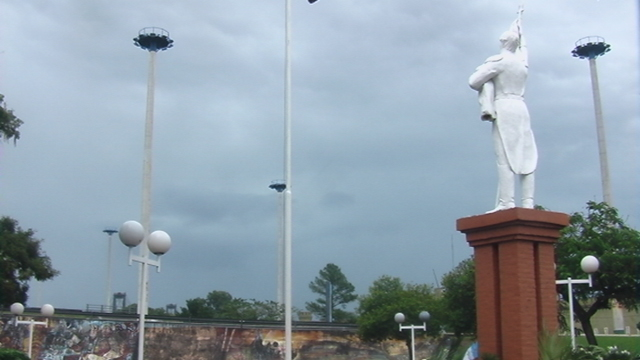
Vista trasera, del Monumento al General Manuel Belgrano, mirando desde la Ciudad de Corrientes, hacia el puente.
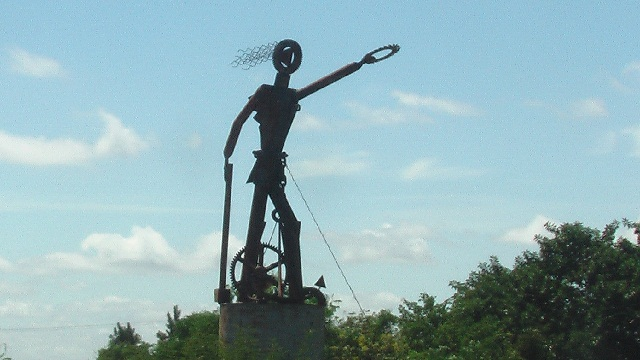
Escultura realizada en hierro, para homenajear a los trabajadores del Puente General Belgrano, ubicado sobre la cabecera chaqueña.
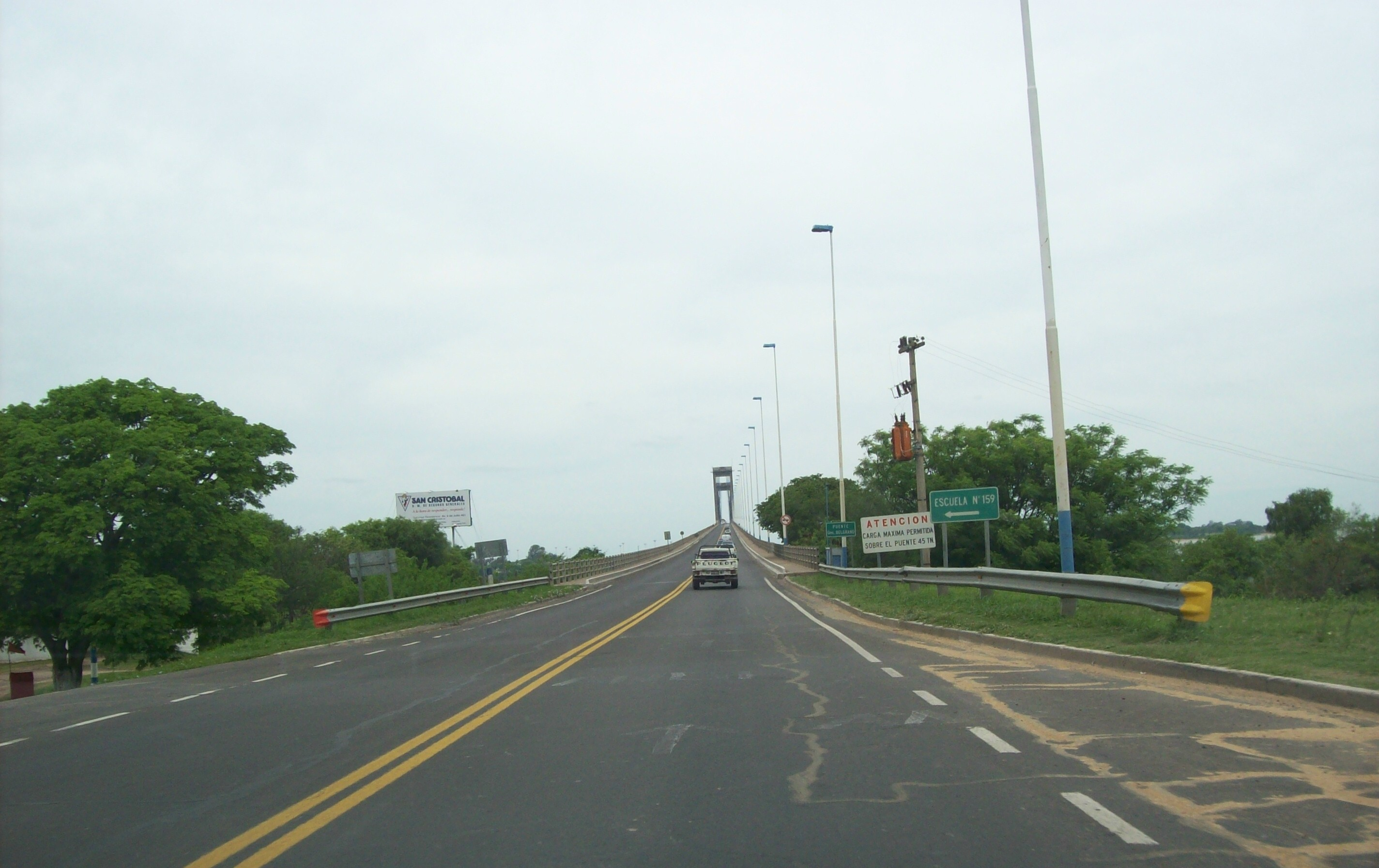
Acceso al Puente por RN 16, desde la cabecera chaqueña. A la izquierda, el acceso al Barrio San Pedro Pescador.
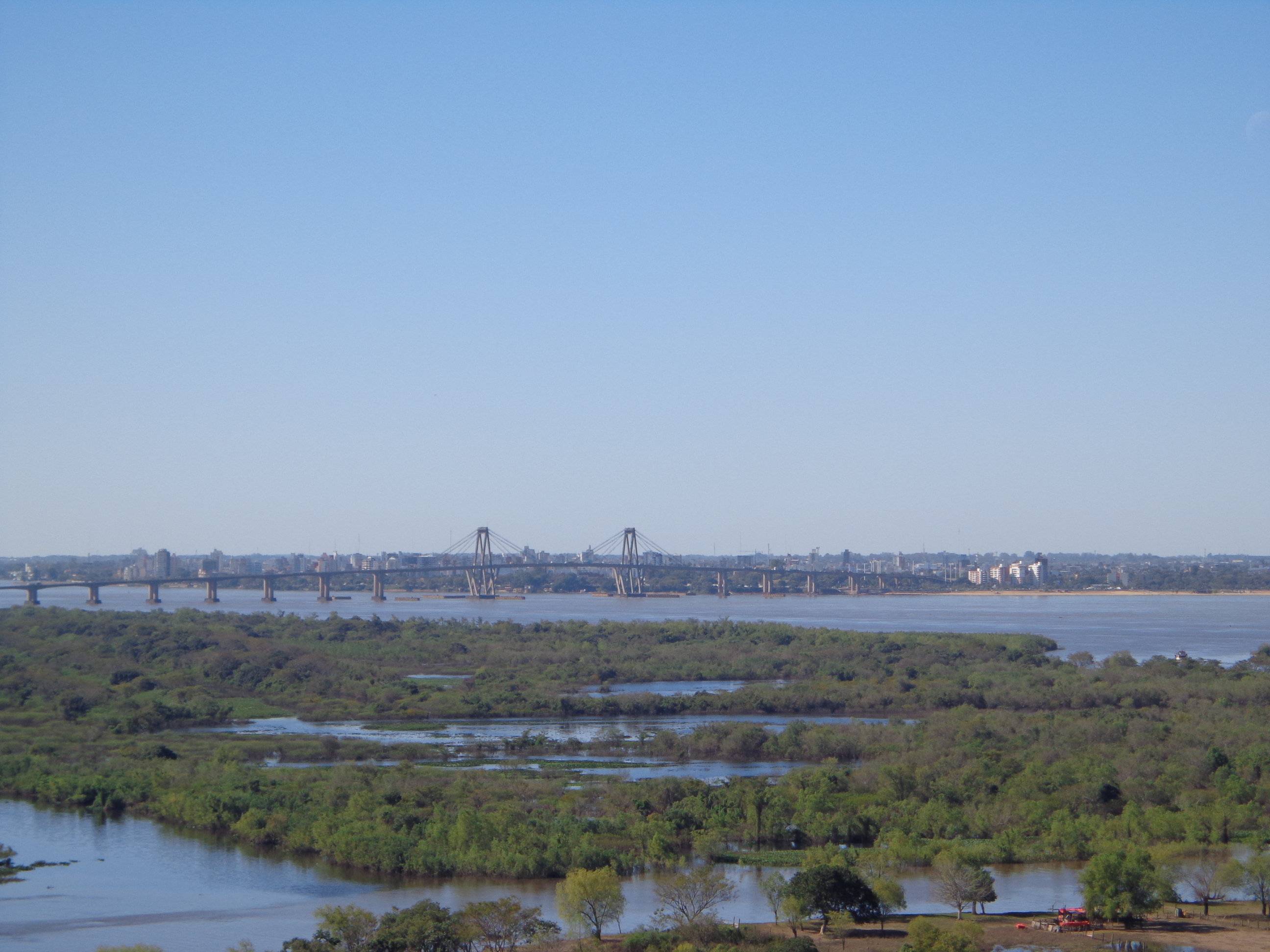
El puente General Belgrano visto desde los silos de Barranqueras.